# Takva
Takva é um filme de drama turco de 2006 dirigido e escrito por Özer Kızıltan. Foi selecionado como representante da Turquia à edição do Oscar 2007, organizada pela Academia de Artes e Ciências Cinematográficas.

## Elenco
- Erkan Can
- Güven Kıraç
- Meray Ülgen